# Bolsaja Csernyigovka-i járás

A Bolsaja Csernyigovka-i járás a Szamarai területen

A Bolsaja Csernyigovka-i járás (oroszul Большечерниговский район) Oroszország egyik járása a Szamarai területen. Székhelye Bolsaja Csernyigovka.

## Népesség
- 1989-ben 21 412 lakosa volt, ebből 2159 baskír.
- 2002-ben 20 766 lakosa volt, ebből 12 987 orosz, 2207 baskír, 1 284 csuvas, 556 tatár, 495 mordvin.
- 2010-ben 20 477 lakosa volt, ebből 12 323 orosz, 1944 kazah, 1796 baskír, 1031 csuvas, 429 tatár, 341 ukrán, 328 mordvin.